# 烯丙醇
烯丙醇，丙烯的3位被羟基取代后得到的醇衍生物，即3-丙烯醇，结构为CH2=CH-CH2-OH。广义的烯丙醇泛指带双键的醇，同时双键和羟基的相对位置满足3-丙烯醇的结构。

## 制备
烯丙醇可以使用多种方法获得。 传统路线是烯丙基氯的水解：
CH2=CHCH2Cl  +  NaOH   →   CH2=CHCH2OH  +  NaCl
烯丙醇也可由环氧丙烷的重排反应得到，反应需要在高温下由明矾催化。这一路线与烯丙基氯路线相关，好处是不会生成氯化钠。另一种不生成含氯中间体的方法是将丙烯乙酰氧基化为乙酸烯丙酯：
CH2=CHCH3  +  1/2 O2  +  CH3CO2H   →   CH2CHCH2O2CCH3  +  H2O
乙酸烯丙酯水解会生成烯丙醇。丙烯可以被氧化成丙烯醛，加氢後会生成烯丙醇。

### 其他方法
烯丙醇理论上可由正丙醇进行脱氢获得。在实验室中，烯丙醇由丙三醇和甲酸反应来制备。 烯丙醇一般来说也可由烯丙基化合物与二氧化硒进行烯丙位氧化来制备。

## 应用
烯丙醇主要用於转化为丙三醇，这一反应的中间产物是缩水甘油。另外，多种可聚合酯都可由烯丙醇制备，如邻苯二甲酸二烯丙酯。

## 安全性
烯丙醇的毒性比醇大，阈限值（TLV）为2 ppm，是一种催泪剂。